# Protoporphyrine zinc
La Protoporphyrine zinc (ZPP) est un composé trouvé dans le sang, et plus précisément dans les globules rouges quand la production de l'hème est inhibée par une intoxication par le plomb (saturnisme) et/ou une carence en fer (anémie). Elle joue un rôle important en science alimentaire en matière de pigmentation des viandes transformées.  

## Utilité clinique
La mesure du taux de protoporphyrine zinc dans les globules rouges est une des méthodes de dépistage du saturnisme,, et/ou d'une carence en fer. 
Les situations cliniques spécifiques dans lesquelles cette mesure a été jugée utile (car indiquées par un taux de protoporphyrine zinc anormalement élevé) sont :
- saturnisme ;
- carence en fer ;
- anémie à hématies falciformes ;
- anémie sidéroblastique ;
- anémie induite par certaines maladies chroniques ;
- intoxication par du vanadium.

Les ZPP dans les globules rouges intacts ont des propriétés de fluorescence qui permettent de mesurer rapidement et de manière peu coûteuse le taux de ZPP, même dans un très petit volume d'échantillon sanguin.

## Histoire
Des composés de porphyrine contenant du zinc sont connus depuis les années 1930, mais c'est vers 1974 que les données scientifiques sont devenues plus précises et médicalement utiles. On a ensuite montré que la ZPP était la porphyrine non hémique majeure formée dans les globules rouges en cas d'intoxication saturnine ou de carence en fer.
On savait déjà à cette époque que le taux de protoporphyrine IX non hémique étaient élevés dans ces conditions, mais les chercheurs utilisaient des méthodes d'extraction qui ne permettaient pas de dosage précis, car convertissant la ZPP en protoporphyrine IX non liée.
Les premiers articles écrits sur ce sujet sont parfois déroutants ou contradictoires, avec des résultats difficiles à comparer, car présentés sans examen détaillé des méthodes de mesure et sans les facteurs de conversion utilisés (les unités de mesure de la PPZ (alors souvent abrégé en ZP ou ZnPP dans la littérature anglophone) variaient selon les études). 
Les pratiques actuelles, plus standardisées tendent à présenter cette mesure en rapport molaire de ZPP sur hème (μmole/mole),.

## PPZ et plomb
Les PPZ sont des composés qui peuvent se former anormalement dans les globules rouges et qui sont considérés comme de bons biomarqueurs. 

Un dosage anormalement élevé du taux sanguin de protoporphyrine zinc est associé à une inhibition de la production d'hème, ce qui indique une intoxication de type saturnine (intoxication par du plomb ou un sel de plomb tel que chromate de plomb, monoxyde de plomb, sulfate de plomb, tétroxyde de plomb, acétate de plomb, tétraméthyle de plomb, tétraéthyle de plomb... ) ou par le vanadium et/ou une déficience en fer (anémie). Dans ce cas, au lieu d'incorporer un ion ferreux, pour former l'hème, la protoporphyrine IX, le précurseur immédiat de l'hème, intègre un ion zinc, formant la protéine ZPP.

La valeur moyenne de protoporphyrine zinc (« Valeur de référence dans la population générale ») est en France inférieure à 3 µg/gramme de sang (Hb ; 45 µg/100 ml) qui sont les valeurs retenues dans le tableau des maladies professionnelles no 1 du RG (Journal Officiel du 11 octobre 2008). Ces valeurs peuvent évoluer avec les connaissances scientifiques.

On considère en France qu'il y a saturnisme quand ce taux atteint ou dépasse 20 µg/g. Hb et que le taux sanguin de plomb (plombémie) atteint ou dépasse 500 μg·l-1.  Ce dosage est effectué par détecteur de fluorescence (de 6 € à 19 € , prix moyen en 2009, 15 €) ou par chromatographie liquide à haute performance avec détection par fluorescence (16 € en 2009). Les valeurs de références diffèrent selon les pays (exemple, en Suisse ou au Canada, et dans certains pays, elles n'ont pas été établies. Les taux moyens varient selon l'exposition moyenne de la population au plomb et à d'autres toxiques et peut-être selon des facteurs génétiques).

## PPZ et science des produits carnés
La protoporphyrine zinc IX apparaît dans les produits de viande séchée ou fermentée (jambon cru et jambon sec, salami, viande des grisons...) par la transformation enzymatique de la porphyrine et de l'hème,,, donnant aux produits carnés séchés ou fermentés leur coloration caractéristique,. La protoporphyrine zinc IX peut également apparaître sous l'effet de certains micro-organismes.
L'apparition de la PPZ IX est inhibée par l'adjonction de NO, généralement ajouté sous la forme de nitrate, de nitrite ou de sel nitrité,. La PPZ IX est une méthode de coloration des produits carnés à lente maturation, susceptible d'être adaptée afin d'être utilisée comme substitut pour la coloration des produits non maturés,. La coloration par PPZ se distingue du pigment obtenu par l'utilisation du NO du fait de l'absence de nitrosylation de l'hème,. 